# Jon Bon Jovi
Jon Bon Jovi tên thật là John Francis Bongiovi, Jr. (sinh ngày 2 tháng 3 năm 1962) là một ca sĩ, nhạc sĩ, diễn viên người Mỹ. Là người sáng lập kiêm hát chính của nhóm nhạc rock Bon Jovi, anh đã bán được trên 120 triệu album trên toàn thế giới. Anh cũng là chủ sở hữu của đội bóng của liên đoàn Arena Football League, đội Philadelphia Soul.